# Herb Sobkowa
Herb Sobkowa – jeden z symboli miasta i gminy Sobków, ustanowiony w 2001.

## Wygląd i symbolika
Herb przedstawia na tarczy podzielonej w pas w górnej części na czerwonym polu cztery białe orły ze złotymi dziobami i szponami (nawiązanie do św. Stanisława), natomiast w dolnej w polu białym czerwonego jelenia (pochodzącego z herbu Brochwicz). 